# Węgrzynowice
Węgrzynowice – wieś w Polsce, w województwie łódzkim, w powiecie tomaszowskim, w gminie Budziszewice.
W latach 1975–1998 wieś administracyjnie należała do województwa piotrkowskiego. Wieś typowo rolnicza – mieszkańcy zajmują się uprawą zboża, ziemniaków i hodowlą zwierząt.
Miejsce urodzenia Jana Chryzostoma Paska, który prawdopodobnie tam pisał Pamiętniki (1836). Słynny pamiętnikarz spędził dzieciństwo w dworze, w miejscu którego stoi dziś XVIII-wieczny dworek z okazałym parkiem i pomnikiem przyrody – pięćsetletnim dębem. We wsi znajduje się jeszcze jeden pomnik przyrody: czterystuletni wiąz pospolity, pod którym, jak głosi miejscowy przekaz, pochowano żołnierzy armii napoleońskiej.
Nazwa wsi podobno pochodzi od nazwy wina „Węgrzyn” serwowanego przed wielu laty w tutejszej karczmie, leżącej, jak i cała wieś – na trakcie piotrkowsko-warszawskim.

## Zabytki
Według rejestru zabytków Narodowego Instytutu Dziedzictwa na listę zabytków wpisane są obiekty:
- zespół dworski, 2 poł. XVIII w.:
  - dwór, drewniany, nr rej.: 1/12/51 z 28.05.1951 oraz 562-XI-34 z 1951
  - park, nr rej.: 434 z 29.09.1993